# Lucasianus levaillantii
Lucasianus levaillantii là một loài bọ cánh cứng trong họ Cerambycidae.